# Kenyon Martin
 Kenyon Lee Martin Sr. (Saginaw, Michigan, 1977. december 30.) egykori amerikai korábbi profi kosárlabdázó, aki 15 szezont játszott a National Basketball Association-ben (NBA).Posztjaerőcsatár volt.
Játszott a New Jersey Nets, a Denver Nuggets, a Los Angeles Clippers, a New York Knicks és a Milwaukee Bucks csapataiban, valamint a kínai Xinjiang Flying Tigers csapatában játszott. Egyetemen a Cincinnati Bearcats csapatában játszott, és utolsó évében az év legjobb egyetemi játékosának választották. Martint a New Jersey Nets draftolta az első választással a 2000-es NBA drafton . 2004 ben NBA All-Star volt.

## Statisztika

### NBA

#### Alapszakasz
| Év        | Csapat               | JM  | KM  | JP/M | MG%  | 3P%  | BD%   | LP/M | GP/M | L/M | B/M | P/M  |
| --------- | -------------------- | --- | --- | ---- | ---- | ---- | ----- | ---- | ---- | --- | --- | ---- |
| 2000-2001 | New Jersey Nets      | 68  | 68  | 33,4 | .445 | .091 | .630  | 7,4  | 1,9  | 1,1 | 1,7 | 12,0 |
| 2001-2002 | New Jersey Nets      | 73  | 73  | 34,3 | .463 | .224 | .678  | 5,3  | 2,6  | 1,2 | 1,7 | 14,9 |
| 2002-2003 | New Jersey Nets      | 77  | 77  | 34,1 | .470 | .209 | .653  | 8,3  | 2,4  | 1,3 | 0,9 | 16,7 |
| 2003-2004 | New Jersey Nets      | 65  | 65  | 34,6 | .488 | .280 | .684  | 9,5  | 2,5  | 1,5 | 1,3 | 16,7 |
| 2004-2005 | Denver Nuggets       | 70  | 67  | 32,5 | .490 | .000 | .646  | 7,3  | 2,4  | 1,4 | 1,1 | 15,5 |
| 2005-2006 | Denver Nuggets       | 56  | 49  | 27,6 | .495 | .227 | .712  | 6,3  | 1,4  | 0,8 | 0,9 | 12,9 |
| 2006-2007 | Denver Nuggets       | 2   | 2   | 31,5 | .500 | .000 | .250  | 10,0 | 0,5  | 0,0 | 0,0 | 9,5  |
| 2007-2008 | Denver Nuggets       | 71  | 71  | 30,4 | .538 | .182 | .580  | 6,5  | 1,3  | 1,2 | 1,2 | 12,4 |
| 2008-2009 | Denver Nuggets       | 66  | 66  | 32,0 | .491 | .368 | .604  | 6,0  | 2,0  | 1,5 | 1,1 | 11,7 |
| 2009-2010 | Denver Nuggets       | 58  | 58  | 34,2 | .456 | .276 | .557  | 9,4  | 1,9  | 1,2 | 1,1 | 11,5 |
| 2010-2011 | Denver Nuggets       | 48  | 48  | 25,7 | .511 | .222 | .583  | 6,2  | 2,3  | 0,9 | 0,7 | 8,6  |
| 2011-2012 | Los Angeles Clippers | 42  | 0   | 22,4 | .441 | .231 | .370  | 4,3  | 0,4  | 1,0 | 1,0 | 5,2  |
| 2012-2013 | New York Knicks      | 18  | 11  | 23,9 | .602 | —    | .425  | 5,3  | 0,4  | 0,9 | 0,9 | 7,2  |
| 2013-2014 | New York Knicks      | 32  | 15  | 19,8 | .512 | .000 | .579  | 4,2  | 1,6  | 0,8 | 0,8 | 4,3  |
| 2014-2015 | Milwaukee Bucks      | 11  | 0   | 9,5  | .409 | —    | 1.000 | 1,7  | 0,5  | 0,5 | 0,5 | 1,8  |
| Karrier   | Karrier              | 757 | 667 | 30,6 | .483 | .234 | .629  | 6,8  | 1,9  | 1,2 | 1,1 | 12,3 |
| All Star  | All Star             | 1   | 0   | 23,0 | .800 | .000 | .500  | 7,0  | 3,0  | 0,0 | 0,0 | 17,0 |

#### Rájátszás
| Év      | Csapat               | JM  | KM | JP/M | MG%  | 3P%  | BD%  | LP/M | GP/M | L/M | B/M | P/M  |
| ------- | -------------------- | --- | -- | ---- | ---- | ---- | ---- | ---- | ---- | --- | --- | ---- |
| 2002    | New Jersey Nets      | 20  | 20 | 37,5 | .424 | .222 | .691 | 5,8  | 2,9  | 1,2 | 1,3 | 16,8 |
| 2003    | New Jersey Nets      | 20  | 20 | 38,9 | .453 | .091 | .693 | 9,4  | 2,9  | 1,5 | 1,6 | 18,9 |
| 2004    | New Jersey Nets      | 11  | 11 | 37,2 | .533 | .000 | .750 | 11,0 | 1,1  | 1,2 | 1,3 | 19,1 |
| 2005    | Denver Nuggets       | 5   | 5  | 32,8 | .466 | .000 | .615 | 5,6  | 1,2  | 1,0 | 1,0 | 12,4 |
| 2006    | Denver Nuggets       | 2   | 0  | 17,5 | .308 | —    | .500 | 4,5  | 0,5  | 2,0 | 1,0 | 4,5  |
| 2008    | Denver Nuggets       | 4   | 4  | 29,5 | .441 | —    | .625 | 6,3  | 1,3  | 1,0 | 0,5 | 8,8  |
| 2009    | Denver Nuggets       | 16  | 16 | 33,6 | .497 | .200 | .657 | 5,9  | 2,1  | 1,1 | 0,9 | 10,9 |
| 2010    | Denver Nuggets       | 6   | 6  | 34,2 | .480 | .000 | .632 | 8,3  | 1,3  | 1,5 | 1,2 | 10,0 |
| 2011    | Denver Nuggets       | 5   | 5  | 29,6 | .480 | —    | .611 | 7,8  | 1,6  | 0,4 | 0,4 | 11,8 |
| 2012    | Los Angeles Clippers | 11  | 0  | 17,5 | .524 | —    | .625 | 3,2  | 0,3  | 0,4 | 1,7 | 4,5  |
| 2013    | New York Knicks      | 12  | 1  | 21,1 | .580 | —    | .550 | 4,5  | 0,9  | 0,8 | 1,4 | 5,8  |
| Karrier | Karrier              | 112 | 88 | 32,0 | .470 | .129 | .679 | 6,8  | 1,8  | 1,1 | 1,2 | 12,9 |

## Magánélete
Martin Richard Roby, a Colorado Buffaloes korábbi dobóhátvédjének féltestvére. Ő Robert "50" Martin unokatestvére is, aki az AND1 Mixtape turnéról ismert. 
Martin fia, Kenyon Martin Jr., a Sierra Canyon School elvégzése után az IMG Akadémián töltötte posztgraduális évét. 2020. március 24-én fia jelentkezett a 2020-as NBA draftra , ahol a Sacramento Kings az 52. helyen választotta ki.